# Казанский сельсовет (Новосибирская область)
Казанский сельсовет — сельское поселение в Баганском районе Новосибирской области Российской Федерации.
Административный центр — село Казанка.

## История
Статус и границы сельского поселения установлены Законом Новосибирской области от 2 июня 2004 года № 200-ОЗ «О статусе и границах муниципальных образований Новосибирской области»

## Население
| 2002  | 2010  | 2012  | 2013  | 2014  | 2015  | 2016  |
| ----- | ----- | ----- | ----- | ----- | ----- | ----- |
| 1295  | ↘1100 | ↘1069 | ↘1049 | ↘1041 | ↗1046 | ↘1035 |
| 2017  | 2018  | 2019  | 2020  | 2021  |       |       |
| ↘1028 | ↘1024 | ↘1013 | ↘983  | ↘959  |       |       |

## Состав сельского поселения
| № | Населённый пункт   | Тип населённого пункта       | Население |
| - | ------------------ | ---------------------------- | --------- |
| 1 | Александро-Невский | посёлок                      | ↘217      |
| 2 | Казанка            | село, административный центр | ↘629      |
| 3 | Соловьёвка         | село                         | ↘254      |